# Glaceres dels Pirineus

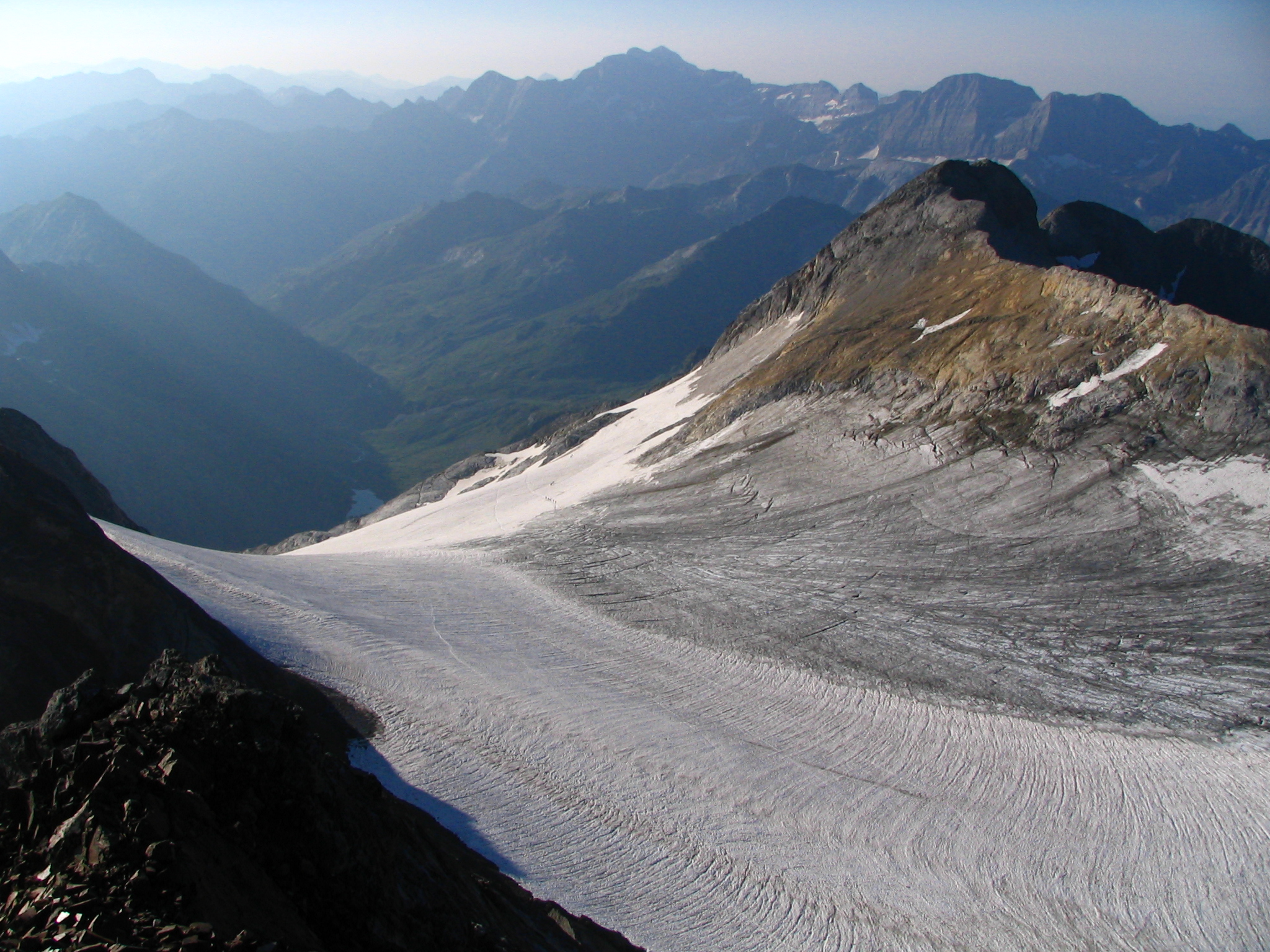
Glacera d'Ossoue, al Pirineu.

Les glaceres dels Pirineus són la resta de les masses de gel que cobrien la serralada durant l'era glacial. Són les glaceres més meridionals d'Europa i, tot i que es troben distribuïdes pels dos vessants pirinencs, són més grans al vessant sud. Totes són glaceres de muntanya en la seva última fase. Només es conserven els circs glacials i, en alguns casos, petites llengües que no descendeixen fins a la vall.
Queden 19 glaceres als Pirineus, de les quals només 10 poden ser considerades glaceres pròpiament dites, ja que 9 d'aquestes són geleres, és a dir, masses de gel permanent de certa grandària però sense moviment propi, que és la característica definitòria d'un glacera.
Foren cartografiades per primera vegada pel geògraf francès i alemany Franz Schrader, que va estudiar les glaceres pirinenques a la fi del segle xix fent mesuraments de cada una d'elles. En aquell temps les glaceres de la serralada ocupaven 1.779 hectàrees. Avui ocupen unes 600 hectàrees en dos vessants.

## Vessant sud
Tan sols la part central del vessant sud dels Pirineus compta amb glaceres. Es concentren a la capçalera de les valls de Tena, Ordesa i Benasc. L'orientació habitual d'aquestes glaceres és la nord i només es presenten a partir dels 2.700 metres d'altitud, generalment envoltades per circs rocosos de més de 3.000 metres. Les glaceres i geleres del vessant sud amb una superfície de més d'1 hectàrea (10.000 metres quadrats) són:

### Massís del Besiberri
- Glacera del Besiberri - 6 ha (2008)[1]

### Vall de Benasc
- Glacera d'Aneto - 85 ha (2007)[2]
- Glacera de la Maladeta - 33 ha (2007)
- Glacera de Barrancs - 8 ha (2007)
- Glacera de Corones - 1,3 ha (2007)
- Glacera de Tempestats - 10 ha (2007)
- Glacera d'Alba - 3 ha (1990)
- Glacera de Salenques - 1,2 ha (1990)

### Massís de Posets
- Glacera de Posets - 2 ha (2007)
- Glacera de Llardana - 9 ha (2007)
- Glacera de la Paul - 6 ha (2007)

### Massís de Perdiguero
- Glacera de Literola - 1,5 ha

### Massís del Mont Perdut-Gabarnie
- Glacera del Mont Perdut - 32 ha
- Glacera del Cilindro - 6 ha

### Massís de Vinyamala
- Glacera del Clot de la Hount - 2 ha
- Glacera de Labaza - 9 ha

### Massís dels Pics de l'Inferno
- Glacera de l'Inferno - 6 ha (2004)

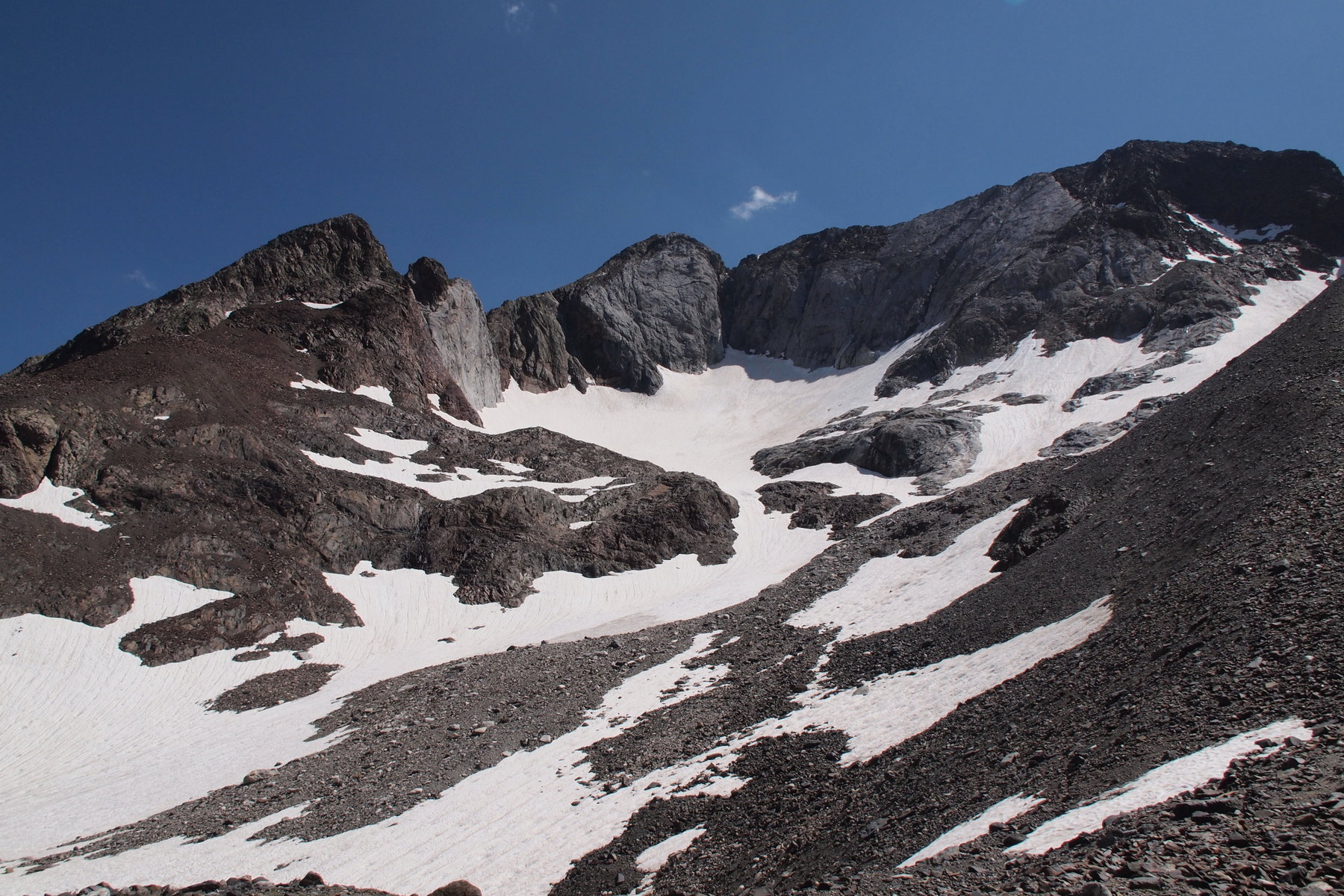
Gelera de l'Inferno.

- Glacera de Frondellas - 7 ha (1991)
- Glacera de la Brecha Latour - 4 ha (1996)

### Massís de la Munia
- Glacera de Robiñera - 5 ha (1990)

## Vessant nord
Al igual que al vessant sud, al vessant nord de la serralada les glaceres es concentren a l'àrea central de la carena muntanyosa. Apareixen a partir dels 2.800 metres d'altitud. En aquest vessant hi ha l'única glacera pròpiament dita de tots els Pirineus, la glacera d'Ossoue, a la cara nord del Massís de Vinyamala. Les glaceres i geleres del vessant nord amb una superfície de més d'una hectàrea són: 

### Massís de Vinyama
- Glacera d'Ossoue - 46 ha (2007)
- Glacera de Las Néous - 8 ha (2007)
- Glacera d'Oulettes - 13,5 ha (2007)
- Glacera del Petit Vignemale 3,5 ha (2007)

### Massís de Mont Perdut-Gavarnie
- Glacera de Gabiétous - 8 ha (2007)
- Glacera de Taillon - 12 ha (2007)
- Glacera de Pailla - 8,5 ha (2007)

### Massís de La Munia
- Glacera de Munia - 4 ha (2007)
- Glacera de Barroude - 5 ha (2001)

### Massís del Perdiguero
- Glacera de Gourgs Blancs - 2,5 ha (2006)
- Glacera de la Baque - 13,5 ha (2007)
- Glacera del Portillon d'Oô - 4 ha (2007)
- Glacera de Boum - 7 ha (2007)

### Mont Valier
- Glacera de Mont Valier - 1,5 ha (2004)

## Estat actual
Totes les glaceres del Pirineu es troben en recessió des de fa dos segles. Es calcula que el 1830 la superfície glacial dels dos vessants del Pirineu era d'unes 2.000 hectàrees (20 quilòmetres quadrats) i avui s'ha quedat reduïda a una quarta part. Les causes per les quals les glaceres pirinenques s'estan fonent es deuen fonamentalment a l'escalfament progressiu de la superfície de la Terra des del final de la Petita Edat de Gel. En les últimes dècades la velocitat de fusió ha augmentat i es preveu que l'any 2070 no quedin glaceres als Pirineus. Amb la desaparició d'aquestes glaceres es donaria per consumada la desglaciació a la península Ibèrica una vegada fosos els casquets de la Serralada Cantàbrica, el Sistema Central i Sierra Nevada en els segles precedents.
A causa del seu estat terminal les glaceres pirinenques són objecte d'especial atenció per part de les autoritats espanyoles i franceses. A Espanya van ser declarats el 1990 Monuments Naturals per les Corts de la Comunitat Autònoma d'Aragó. L'àrea protegida en el vessant espanyol és de 2.411 hectàrees que abasten la massa gelada de la glacera i les morrenes llaurades per aquests glaceres en temps passats.